# 迪特尔·施佩尔
迪特尔·施佩尔（德語：Dieter Speer，1942年2月24日—），德国男子冬季两项运动员。他曾代表东德参加1968年和1972年冬季奥林匹克运动会冬季两项比赛，其中1972年冬季奥运会获得一枚铜牌。